# Pont-Saint-Vincent
 Pont-Saint-Vincent  là một xã của tỉnh Meurthe-et-Moselle, thuộc vùng Grand Est, đông bắc nước nước Pháp. Xã này nằm ở khu vực có độ cao trung bình 222 mét trên mực nước biển.
Sông Madon chảy vào sông Moselle ở xã này.